# 서구영어도서관
서구영어도서관은 대구광역시 서구에 있는 도서관이다.

## 연혁
- 2017년 9월 7일 영어도서관 조성 기본계획 수립
- 2017년 11월 2일 실시설계 실시
- 2018년 1월 30일 리모델링 공사 착공
- 2018년 4월 9일 리모델링 공사 준공
- 2018년 4월 27일 서구 영어도서관 개관

## 시설 현황
- 지하1층: 보존서고
- 1층: 영어자료실, 프로그램실2, 리스닝존, VCR룸3, 사무실
- 2층: 스토리텔링존, 새마을문고서구지부, 작은도서관

## 이용 안내
이용 시간
- 화 ~ 금요일 09:00 ~ 18:00 / 토·일요일 09:00 ~ 17:00

휴관일
- 매주 월요일
- 일요일을 제외한 법정공휴일
- 임시휴관일: 도서관장이 필요하다고 인정한 경우